# Sziraz
Sziraz (pers. شیراز) – miasto w południowym Iranie u podnóża gór Zagros, ośrodek administracyjny ostanu Fars i dawna stolica Persji. Jest szóstym co do wielkości miastem w kraju i jednym z głównych ośrodków kulturalnych i przemysłowych.

## Historia
Pierwsze wzmianki o miasteczku zlokalizowanym w miejscu dzisiejszego Szirazu pochodzą z epoki Achemenidów, których stolica znajdowała się w pobliskich Pasargadach (ok. 130 km od Szirazu), a później w Persepolis (ok. 70 km).
Bujny rozwój miasta nastąpił dopiero po arabskim podboju, gdy w 693 zdobyli oni Istahr, ówczesną stolicę Sasanidów. Wraz z upadkiem Istahr, wzrosło znaczenie prowincjonalnego dotychczas Szirazu, gdzie swoją siedzibę urządziły kolejne perskie dynastie. Bujidzi (945 - 1055) założyli tu stolicę i postawili meczety, pałace, bibliotekę oraz rozbudowali mury obronne.
Podczas podbojów mongolskich miasto uniknęło zniszczenia dzięki burmistrzowi, który uznał władzę Mongołów i zobowiązał się do wypłaty kontrybucji. W podobny sposób w 1382 ocalało przed armią Timurydów, gdy lokalny monarcha Szah Szodża poddał się najeźdźcy i zaoferował rękę swojej wnuczki wnukowi Tamerlana. Po śmierci Szodży w mieście nastała walka o opuszczone przez niego stanowisko, którą ukrócił sam Timur, oddając władzę nad Szirazem swojemu synowi.
W XIII wieku Sziraz stał się centrum sztuki i piśmiennictwa, dzięki oświeconej polityce jego władców i obecności wielu artystów i uczonych. W tych czasach w mieście mieszkali między innymi sławni poeci Sadi i Hafez oraz filozof Mulla Sadra i mistyk Ruzbehan.
Za czasów Safawidów (XVI - XVIII wiek) w Szirazie znajdowała się stolica prowincji, co w okresie rządów Emama Qoli Chana, namiestnika Abbasa I Wielkiego zaowocowało pojawieniem się architektury zbliżonej do tej spotykanej w Isfahanu, ówczesnej stolicy imperium. Po upadku dynastii Sziraz popadł w zaniedbanie i stał się ofiarą najazdów afgańskich i rebelii władz miejskich przeciwko przywódcy imperium, Nadirowi Szahowi. Ten ostatni wysłał swoje wojska, by stłumić bunt. Miasto było oblegane przez kilka miesięcy i w końcu zdobyte, co przypłaciło dużymi zniszczeniami. W 1747, gdy zamordowano Nadira, większość historycznych budynków leżała w ruinie lub była mocno zniszczona, zaś liczba mieszkańców spadła do 50 tysięcy - jednej czwartej populacji z XVI wieku.
Kolejny okres świetności miasta rozpoczął zaraz po wojnie domowej wywołanej śmiercią Nadira, gdy władzę w imperium przejął Karim Chan. W roku 1762 ogłosił Sziraz stolicą i zatrudniając 12 tysięcy robotników wybudował dzielnicę królewską wraz z fortecą, budynkami administracji, meczetem i jednym z najlepszych w Persji krytych dachem bazarów. Zorganizował także konstrukcję systemu kanalizacji i wodociągu oraz odbudował mury miejskie. Niestety, wkrótce po śmierci Karima Chana władzę w kraju przejął jego zagorzały wróg, założyciel dynastii Kadżarów, Agha Mohammad Chan. W odwecie za doznane krzywdy rozkazał zniszyć umocnienia w mieście poprzednika, a stolicę przeniósł do Teheranu. Mimo to Sziraz nadal pozostawał stolicą prowincji, a jego położenie na wiodącym nad Zatokę Perską szlaku handlowym zapewniało mu uznanie u kolejnych Kadżarów, których ogrody i rezydencje budowane aż do XIX wieku stanowią do dziś ważny element architektonicznego krajobrazu miasta.
W 1819 roku w Szirazie urodził się Báb, twórca religii bahaizmu, a w 1844 ogłosił swoją misję boskiego posłannictwa.
W 1945 r. został założony uniwersytet.
Po rewolucji islamskiej dokonano renowacji wielu znaczących dla miasta budynków, w tym cytadeli Karima Chana, łaźni miejskich, Bramy Koranu oraz mauzoleum poety Chwaja Kermaniego.
12 kwietnia 2008 roku w godzinach wieczornych na skutek wybuchu bomby w meczecie Szohada w śródmieściu miasta 14 osób zginęło, a 202 zostały ranne.

Architektura Szirazu
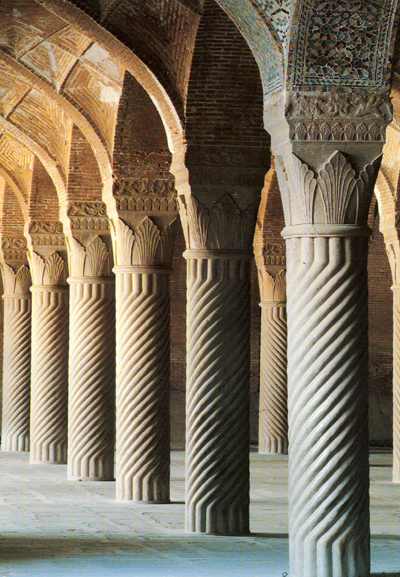
Meczet Vakeel w Sziraz
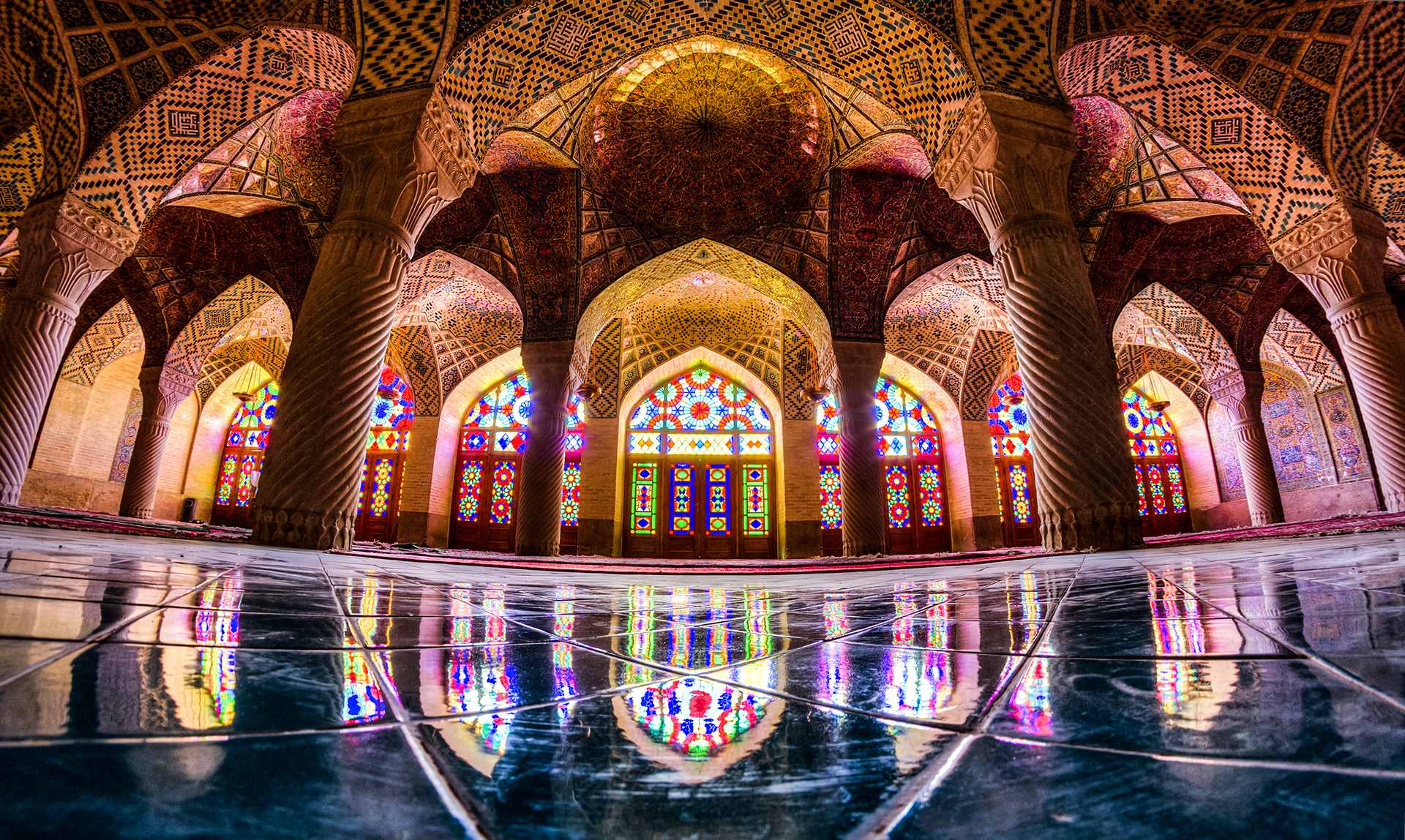
Meczet Nasir al-Mulk
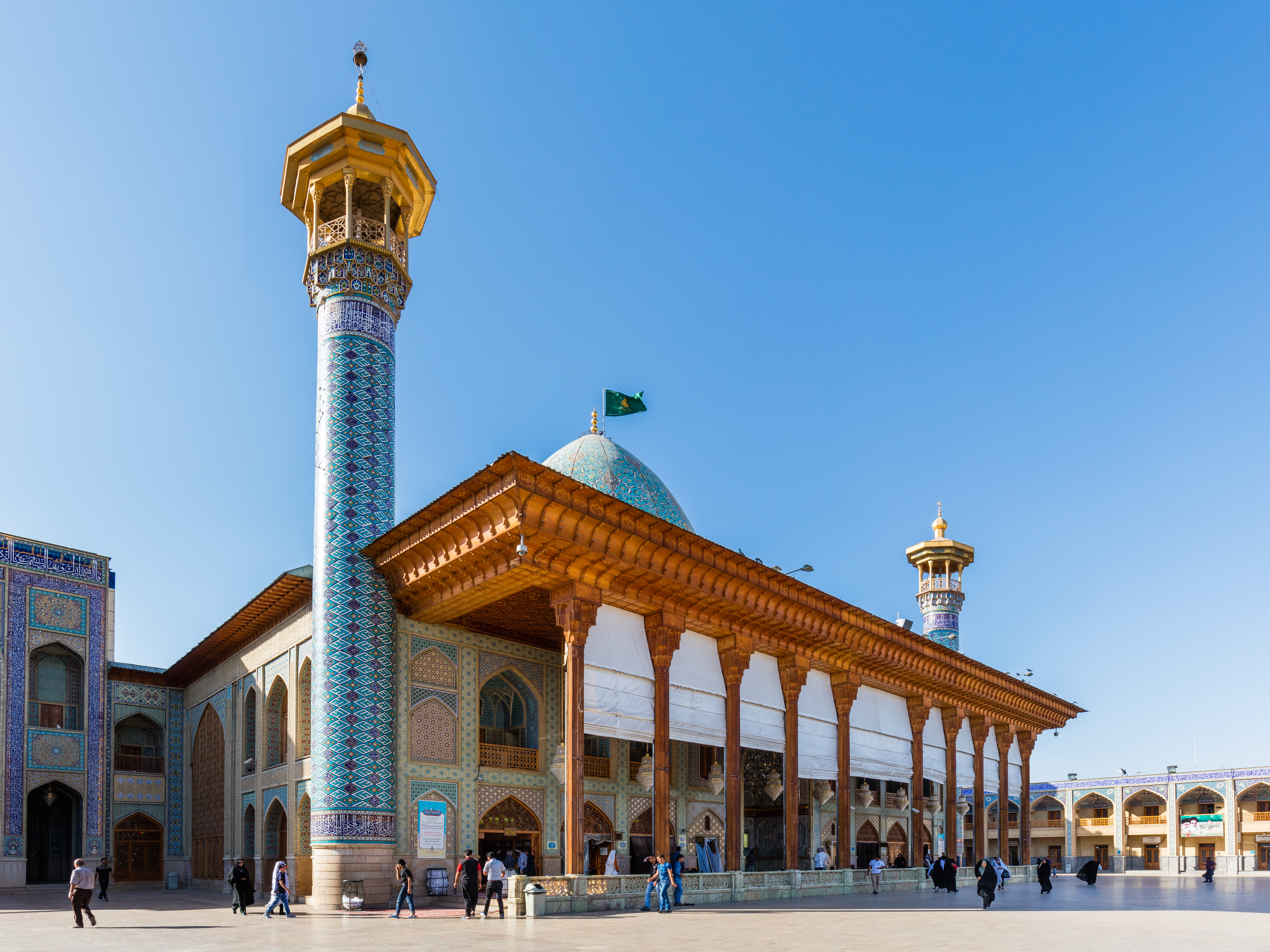
Sanktuarium Shah Cheragh
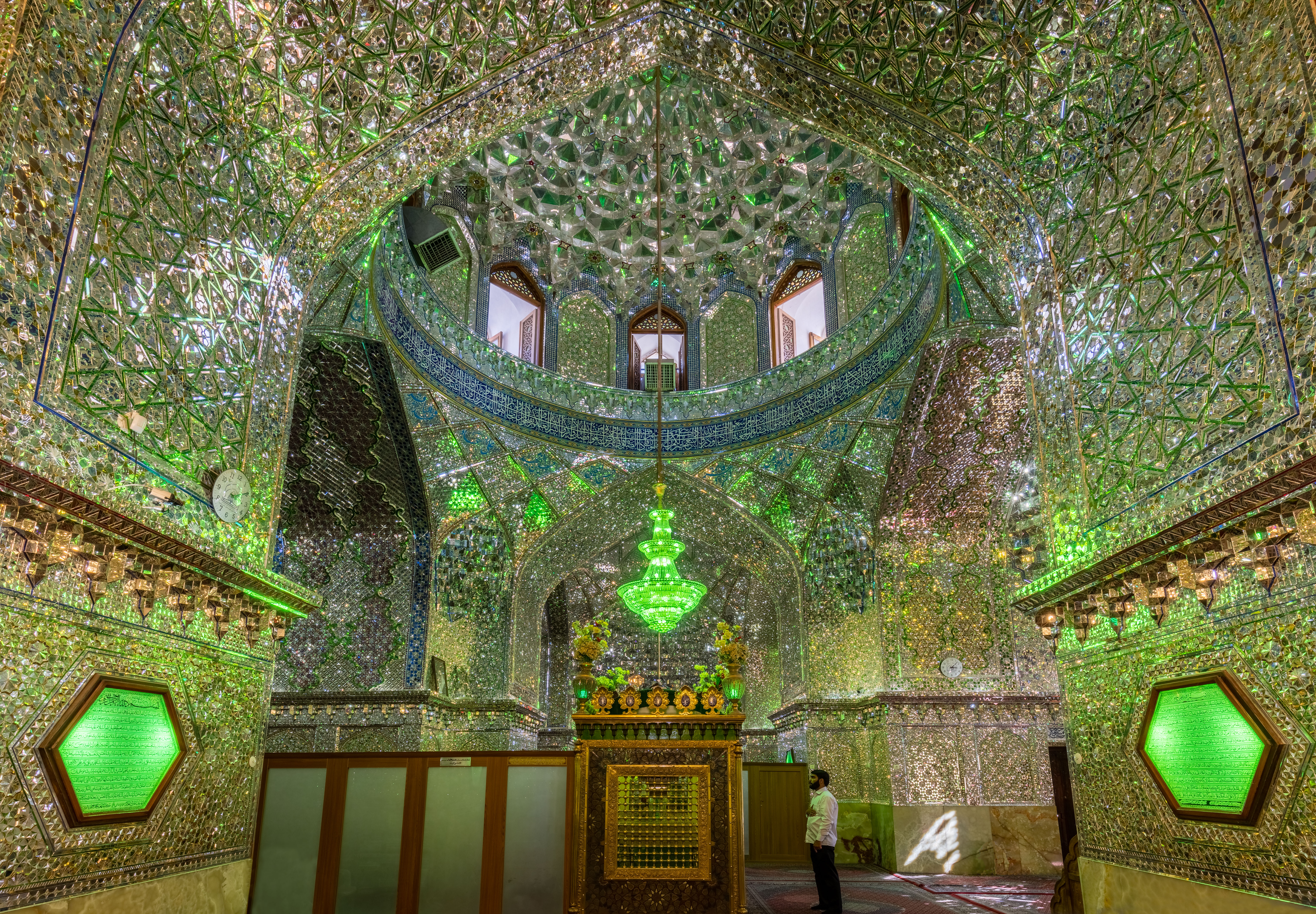
Mauzoleum Emira Ali
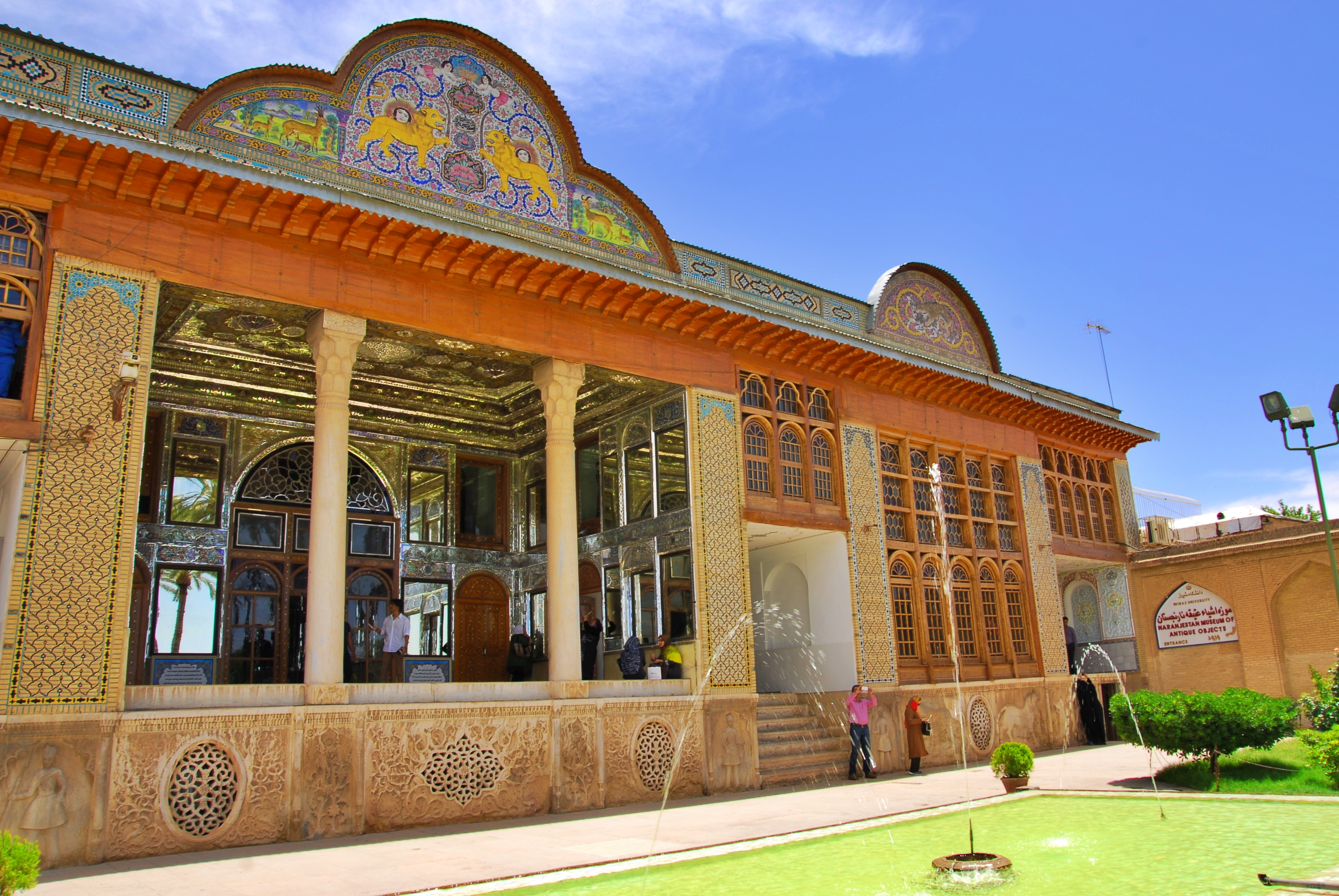
Portyk Narenjestan-e Ghavam
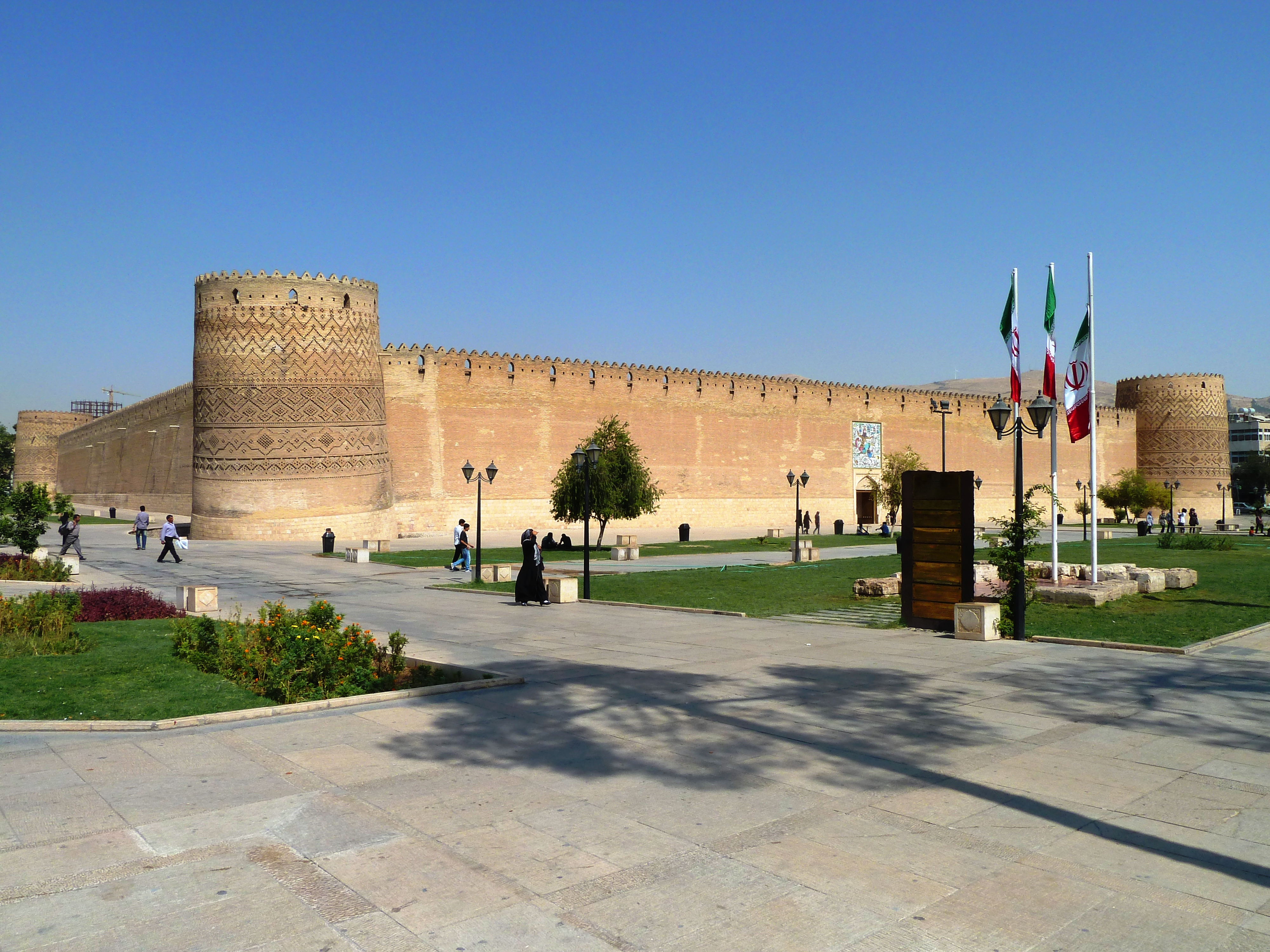
Cytadela Karim Khan
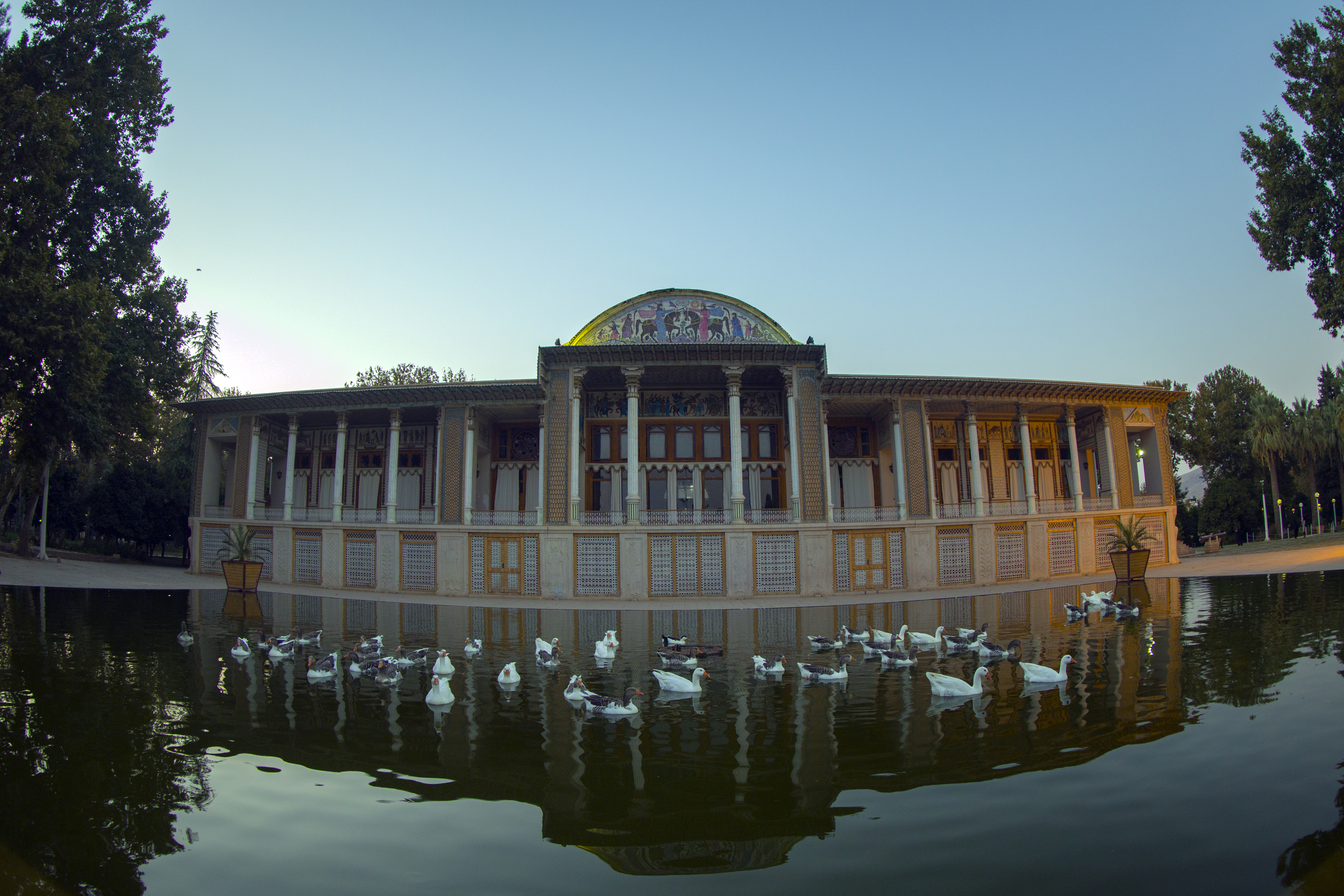
Ogród Afif Abad

## Gospodarka
W mieście rozwinął się przemysł rafineryjny, metalurgiczny, elektrotechniczny, włókienniczy, spożywczy oraz materiałów budowlanych. Ośrodek wyrób dywanów oraz złotnictwa.

## Geografia
Sziraz leży w południowym Iranie, na północy ostanu Fars. Miasto zostało zbudowane w zielonej dolinie u podnóża gór Zagros, na wysokości około 1500 m n.p.m. Odległość od Teheranu wynosi 919 km. Przez miasto przepływa okresowa rzeka Rudchaneje Khoszk, uchodząca do słonego jeziora Maharlu.

### Klimat
W Szirazie panuje klimat umiarkowany. Ilość strumieni spływających z gór i podziemnych zasobów wody wystarcza, by w okolicy dominowały tereny uprawne. Opady śniegu są rzadkie, a w lecie temperatura nie przekracza 40 °C.

## Miasta partnerskie
- Nikozja (Cypr)
- Duszanbe (Tadżykistan)
- Chongqing (Chiny)[6]